# جيمس كلارك (لاعب كرة الماء)
جيمس كلارك (بالإنجليزية: James Clark)‏ هو لاعب كرة الماء أسترالي، ولد في 1991.

## روابط خارجية
- جيمس كلارك على موقع اللجنة الأولمبية الدولية (الإنجليزية)
- جيمس كلارك على موقع أوليمبيديا (الإنجليزية)
- جيمس كلارك على موقع اللجنة الأولمبية الأسترالية (الإنجليزية)